# Tuřany
Tuřany är en ort i Tjeckien.   Den ligger i regionen Mellersta Böhmen, i den centrala delen av landet, 30 km nordväst om huvudstaden Prag. Tuřany ligger 282 meter över havet och antalet invånare är 487.
Terrängen runt Tuřany är lite kuperad. Runt Tuřany är det mycket tätbefolkat, med 1 135 invånare per kvadratkilometer. Närmaste större samhälle är Kladno, 11,1 km söder om Tuřany. Trakten runt Tuřany består till största delen av jordbruksmark.